# EFAF Cup 2009
Navigation
Édition précédente Édition suivante
L'EFAF Cup 2009 est la 8e édition de l'EFAF Cup.

## Clubs participants
| Club                               | Pays        | Saison 2008                                                    |
| ---------------------------------- | ----------- | -------------------------------------------------------------- |
| Amsterdam Crusaders                | Pays-Bas    | Champion des Pays-Bas Poule EFAF Cup                           |
| Belgrade Blue Dragons              | Serbie      | Championnat de Serbie                                          |
| Black Panthers de Thonon-les-Bains | France      | Demi-finaliste du championnat de France Poule EFL              |
| Calanda Broncos                    | Suisse      | Vice-champion de Suisse                                        |
| Coventry Jets                      | Royaume-Uni | Champion du Royaume-Uni Poule EFL                              |
| Doves de Bologne                   | Italie      | 5e du championnat d'Italie                                     |
| Drags de Badalona                  | Espagne     | Championnat d'Espagne                                          |
| Oslo Vikings                       | Norvège     | Vice-champion de Norvège                                       |
| PA Knights                         | Angleterre  | Championnat d'Angleterre                                       |
| Panthers de Parme                  | Italie      | Demi-finaliste du championnat d'Italie Demi-finaliste EFAF Cup |
| Prague Panthers                    | Tchéquie    | Champion de République tchèque Demi-finaliste EFAF Cup         |
| Zurich Renegades                   | Suisse      | Champion de Suisse                                             |

## Calendrier / Résultats
| Qualifié pour les demi-finales |

### Groupe A
| Groupe A                           |       |      |      |      |     |          |            |       |
| Club                               | Jour. | Vic. | Nuls | Déf. | Pts | Pts pour | Pts contre | Diff. |
| Black Panthers de Thonon-les-Bains | 2     | 2    | 0    | 0    | 6   | 81       | 34         | +47   |
| Panthers de Parme                  | 2     | 1    | 0    | 1    | 3   | 57       | 67         | -10   |
| Calanda Broncos                    | 2     | 0    | 0    | 2    | 0   | 47       | 84         | -37   |

- 18 avril 2009 :

Panthers 14 - 40 Black Panthers
- 25 avril 2009 :

Black Panthers 41 - 20 Broncos
- 16 mai 2009 :

Broncos 27 - 43 Panthers

### Groupe B
| Groupe B              |       |      |      |      |     |          |            |       |
| Club                  | Jour. | Vic. | Nuls | Déf. | Pts | Pts pour | Pts contre | Diff. |
| Doves de Bologne      | 2     | 2    | 0    | 0    | 6   | 23       | 19         | +4    |
| Drags de Badalona     | 2     | 1    | 0    | 1    | 3   | 27       | 28         | -1    |
| Belgrade Blue Dragons | 2     | 0    | 0    | 2    | 0   | 32       | 35         | -3    |

- 18 avril 2009 :

Doves 9 - 6 Drags
- 2 mai 2009 :

Drags 21 - 19 Blue Dragons
- 17 mai 2009 :

Blues Dragons 13 - 14 Doves

### Groupe C
| Groupe C            |       |      |      |      |     |          |            |       |
| Club                | Jour. | Vic. | Nuls | Déf. | Pts | Pts pour | Pts contre | Diff. |
| Amsterdam Crusaders | 2     | 2    | 0    | 0    | 6   | 18       | 12         | +6    |
| PA Knights          | 2     | 1    | 0    | 1    | 3   | 47       | 36         | +11   |
| Oslo Vikings        | 2     | 0    | 0    | 2    | 0   | 34       | 51         | -17   |

- 18 avril 2009 :

Knights 6 - 8 Crusaders
- 2 mai 2009 :

Crusaders 10 - 6 Vikings
- 16 mai 2009 :

Vikings 28 - 41 Knights

### Groupe D
| Groupe D         |       |      |      |      |     |          |            |       |
| Club             | Jour. | Vic. | Nuls | Déf. | Pts | Pts pour | Pts contre | Diff. |
| Prague Panthers  | 2     | 2    | 0    | 0    | 6   | 88       | 27         | +61   |
| Zurich Renegades | 2     | 1    | 0    | 1    | 3   | 49       | 45         | +4    |
| Coventry Jets    | 2     | 0    | 0    | 2    | 0   | 12       | 77         | -65   |

- 18 avril 2009 :

Renegates 28 - 6 Jets
- 2 mai 2009 :

Panthers 39 - 21 Renegades
- 16 mai 2009 :

Panthers 49 - 6 Jets

### Demi-finales
- 6 juin 2009 :

Black Panthers 43 - 7 Doves
- 7 juin 2009 :

Panthers 21 - 3 Crusaders

### Finale
- 4 juillet 2009 à Prague au Slavia Prague Athletic Stadium devant 700 spectateurs[1] :

Panthers 35 - 12 Black Panthers